# Гроти (Ријети)
Гроти је насеље у Италији у округу Ријети, региону Лацио.
Према процени из 2011. у насељу је живело 622 становника. Насеље се налази на надморској висини од 682 м.